# Insulatitan romaynae
Insulatitan romaynae är en tvåvingeart som beskrevs av Metz och Irwin 2000. Insulatitan romaynae ingår i släktet Insulatitan och familjen stilettflugor.
Artens utbredningsområde är Bahamas. Inga underarter finns listade i Catalogue of Life.